# 樽岸遺跡
座標: 北緯42度43分43.9秒 東経140度16分10.8秒 / 北緯42.728861度 東経140.269667度
樽岸遺跡（たるぎしいせき）は、北海道後志総合振興局管内寿都郡黒松内町五十嵐141付近にある旧石器時代の遺跡である。出土遺物は1957年（昭和32年）12月20日に北海道指定有形文化財に指定されている。

## 樽岸出土の石器
1954年（昭和29年）に、市立函館博物館を中心とする調査団が寿都郡黒松内町に所在する樽岸遺跡を発掘調査した。調査団には市立函館博物館職員の他、北海道学芸大学（現北海道教育大学）の河野広道や北海道大学の大場利夫、明治大学の杉原荘介などが参加した。
出土遺物は、すべて頁岩製の石器で、石刃技法による大形の石刃やエンド・スクレイパー、石核など、縄文時代の石器とは明らかに異なる石器類が出土し、土器は出土しなかった。
発掘調査報告書では後期旧石器時代の古い段階に編年されると考えられていたが、その後の研究の進展により、現在では後期旧石器時代後半の細石刃文化に属する石器群として認識されている。
樽岸遺跡の発掘調査は、北海道の旧石器時代研究の黎明期における記念すべきものであり、出土した石刃・剥片石器・船底形石器・石核・剥片など総数72点が、1957年（昭和32年）に北海道指定有形文化財に指定された。